# LilyPond
LilyPond ist ein freies Notensatzprogramm für alle gängigen Betriebssysteme. Gleichzeitig stellt LilyPond einen offenen Standard für textbasierten Notensatz zur Verfügung.
Die LilyPond-Entwickler kritisieren, dass selbst in seriösen Musikverlagen erscheinende Noten seit der Einführung des Computernotensatzes nicht mehr die Qualitätsstandards und das ästhetische Niveau handwerklich gestochener Noten erreichten. Sie haben es sich deshalb zum Ziel gesetzt, mit LilyPond dem traditionellen Notenbild näher zu kommen, als dies mit anderer Software möglich ist.

## Besonderheiten

Schema

Im Gegensatz zu anderen gängigen Notensatzprogrammen bietet LilyPond selbst keine grafische Benutzeroberfläche zur Eingabe von Musik. Stattdessen erstellt der Benutzer mit einem beliebigen Texteditor eine Quelldatei, in der Noten und andere Notationselemente in einer an LaTeX angelehnten Syntax beschrieben werden. Die Textdatei wird vom LilyPond-Programm in verschiedene Dateiformate kompiliert (aktuell werden PDF, PS, PNG und SVG unterstützt), bei Bedarf können gleichzeitig auch MIDI-Dateien der notierten Musik erzeugt werden.
Alternativ zur Eingabe über eine Textdatei können auch Programme wie Rosegarden, Denemo, NoteEdit, Canorus oder TuxGuitar verwendet werden, die eine grafische Noteneingabe bieten. Die Programme können dann Textdateien im LilyPond-Format exportieren. Zum Eingeben des Quelltextes mit Vorschau der PDF-Datei, Anhören einer Midi-Datei und Syntaxhervorhebung eignet sich das Programm Frescobaldi. Andere Programme können Dateiformate wie etwa MusicXML ausgeben, die sich wiederum in das LilyPond-Format umwandeln lassen. Für LibreOffice und OpenOffice.org existiert das Plug-in OOoLilyPond, mit dem LilyPond-Quelltext direkt im Programm verwendet werden kann.
Zur Einarbeitung in die Eingabesprache sind IT-Erfahrung und programmiertechnische Vorkenntnisse von Vorteil; die auf der LilyPond-Website in mehreren Sprachen zu findende Dokumentation wendet sich aber auch an Nutzer ohne Programmierkenntnisse.

## Geschichte
Die beiden Entwickler Han-Wen Nienhuys und Jan Nieuwenhuizen starteten das LilyPond-Projekt 1997. Im Wesentlichen arbeiten sie in der Freizeit an LilyPond, aber es gibt ein größeres Entwicklerteam. Durch Spenden können zumindest zeitweise Programmierer in Vollzeit an neuen Versionen arbeiten.

## Auszeichnungen
Im März 2014 wurde erstmals eine mit LilyPond gestaltete Notenausgabe mit einem Preis ausgezeichnet.

## Beispiel einer Partitur im LilyPond-Format

### Quellcode
```
\version
 "2.24.1"

%\include "english.ly"

\header
 
{

  title = 
\markup
 
{
 Excerpt from 
\italic
 
{
 fibonacci 
}
 
}

  composer = "Patrick McCarty"
  
%copyright =

  
%  \markup \fontsize #-5 {

  
%    Copyright © 2009.

  
%    Typeset with GNU LilyPond.

  
%    Released into public domain by the composer.

  
%  }

}

\paper
 
{

  paper-height = 4.6
\in

  paper-width = 8.5
\in

  indent = #0
  system-count = #2

}

\score
 
{

  
\new
 PianoStaff = "pianostaff" <<
    
\new
 Staff = "RH" 
\relative
 c' 
{

      #(set-accidental-style 'piano 'Score)
      
\clef
 "treble"
      
\time
 2/4
      
\set
 Score.currentBarNumber = #51
      
\tempo
 "Slow and steady" 4 = 60
      <e gis,>4 
\acciaccatura
 
{
 cis16[ dis] 
}
 <e gis,>4 | 
% m. 51

      <dis gis,>4 
\acciaccatura
 
{
 e16[ dis] 
}
 <cis gis>4 | 
% m. 52

      <cis gis>4 
\acciaccatura
 
{
 dis16[ cis] 
}
 <c g>4  | 
% m. 53

      <cis gis>4 
\acciaccatura
 
{
 dis16[ e] 
}
 <eis bis gis>4 | 
% m. 54

      <e gis,>4 
\acciaccatura
 
{
 cis16[ dis] 
}
 e16 f gis a | 
% m. 55

      <gis c,>8 
\acciaccatura
 
{
 ais16[ gis] 
}

      <eis b>8 ~ <es b>16 dis b ais | 
% m. 56

      b16 d8 bes32 f' g16 as bes c | 
% m. 57

      <des des,>16 ( c as ) <e' e,> ( dis b ) <g' g,> ( dis | 
% m. 58

      
\time
 3/4
      <gis gis,>16 ) 
\noBeam
 d,16 f gis
      a16 e f b
      c16 d, ( f gis | 
% m. 59

      a16 b ) e, ( f
      gis16 b c ) f, (
      gis16 ais b c ) | 
% m. 60

    
}

    
\new
 Dynamics = "Dynamics
_
pf" 
{

      s4 
\p
 
\<
 s4 | 
% m. 51

      s4 s4 | 
% m. 52

      s4 
\mp
 
\>
 s4 | 
% m. 53

      s4 s4 
\!
 | 
% m. 54

      s4 
\p
 s4 | 
% m. 55

      s1 * 2/4 | 
% m. 56

      s4 
\<
 s4 | 
% m. 57

      s4 s4 | 
% m. 58

      
\override
 DynamicText #'extra-spacing-width = #'(-0.75 . 0.75)
      s16 
\mf
 s16 
\p
 s8 s4 s4 | 
% m. 59

      s2. | 
% m. 60

    
}

    
\new
 Staff = "LH" 
\relative
 c, 
{

      
\clef
 "bass"
      
\time
 2/4
      cis4. cis8 | 
% m. 51

      cis4. d8 | 
% m. 52

      f4. a8 | 
% m. 53

      f4. d8 | 
% m. 54

      cis4. cis8 | 
% m. 55

      d4 dis | 
% m. 56

      gis4. bes,8 | 
% m. 57

      f'4 b, | 
% m. 58

      
\time
 3/4
      d4. d8 ~ d4 | 
% m. 59

      es2 f4 | 
% m. 60

    
}

  >>

}

```

## Projekte, die LilyPond verwenden

### MediaWiki
Die Wiki-Software MediaWiki, die in der Wikipedia eingesetzt wird, unterstützt LilyPond seit 2013 (mit einer Unterbrechung 2020/21 wegen eines Softwarefehlers). Somit kann LilyPond-Syntax beim Bearbeiten von Wikipedia-Seiten verwendet werden.
Eine einfache C-Dur-Tonleiter wird beispielsweise folgendermaßen dargestellt:
Erstellt wurde das Beispiel durch folgende Eingabe:
```
<score> 
\relative
 c' 
{
c d e f g a b c
}
 </score>

```

### Weitere Projekte
- Mutopia-Projekt
- Musipedia